# 倉鼠球

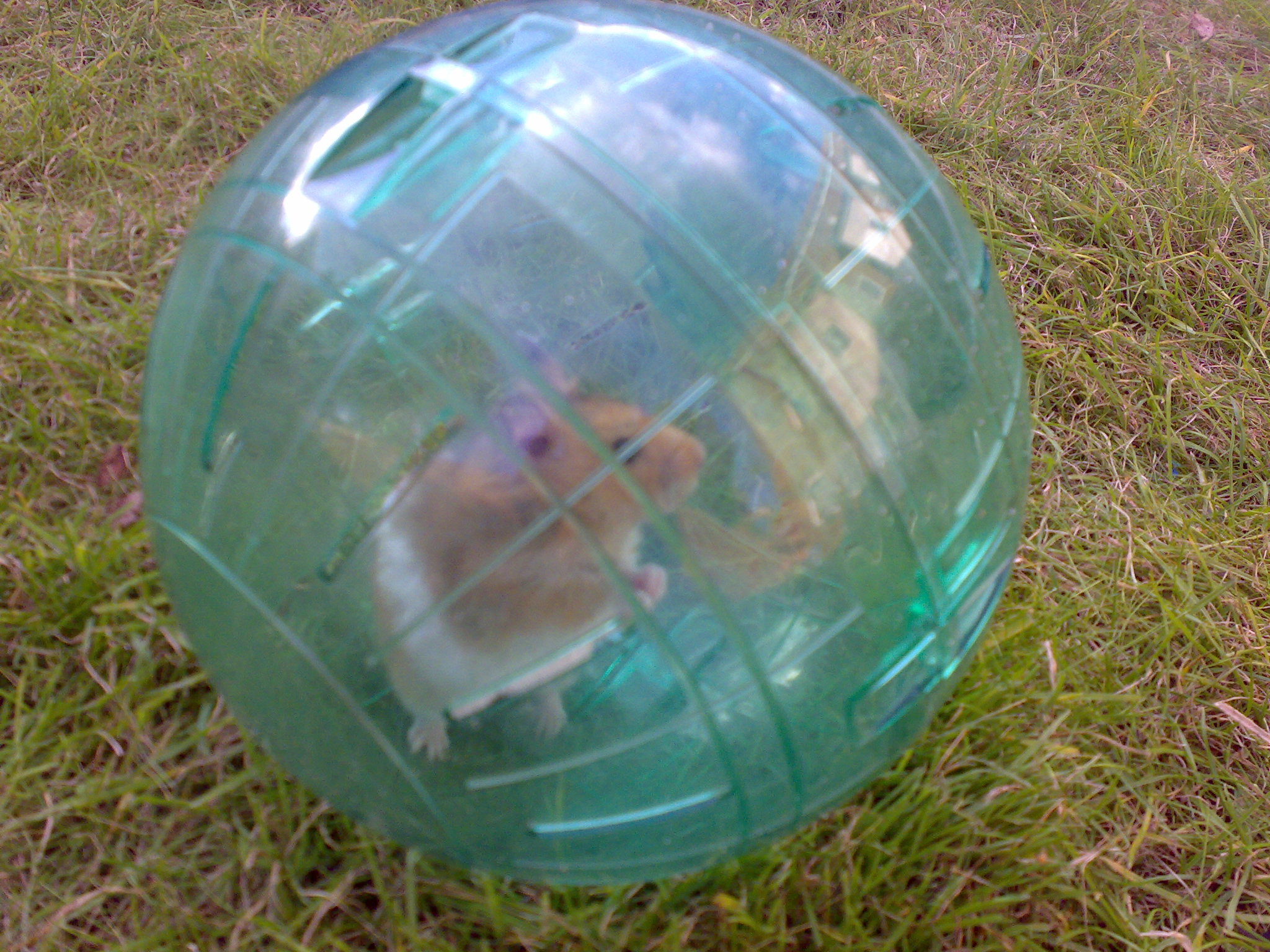
倉鼠球

倉鼠球是個透明中空的球體，通常以塑膠製造，可以放置倉鼠、沙鼠或其他小型齧齒目動物於其中，讓牠們於飼養籠外自由活動。倉鼠球表面大多遍佈小孔，以便倉鼠呼吸。生產商建議不要讓倉鼠在球內逗留太久，以妨牠們脫水、中暑或體力透支(exhaustion)。飼主亦須留意倉鼠球有否滾動太快，避免倉鼠在內失控翻滾。